# Steve McManaman
Steve McManaman (ur. 11 lutego 1972 roku w Bootle) – angielski piłkarz, który występował na pozycji pomocnika. W latach 1994–2001 reprezentant Anglii. Uczestnik Mistrzostw Świata w 1998 oraz uczestnik Mistrzostw Europy w 1996 oraz 2000 roku. 
Większość swojej kariery spędził w angielskim Liverpoolu F.C, występował również w Realu Madryt oraz Manchesterze City.

## Kariera
Jest wychowankiem Liverpoolu. Po udanych występach w tym klubie w 1999 roku przeniósł się do Realu Madryt, gdzie odnosił swoje największe sukcesy. Wygrał z tym zespołem Ligę Mistrzów w 2000 i 2002 roku. W tym pierwszym zwycięskim finale, z Valencią, strzelił jedną z trzech bramek na wagę zwycięstwa. W 2003 roku przeszedł do Manchesteru City, gdzie choć w sezonie 2003/2004 był podstawowym zawodnikiem drużyny, nie zdołał strzelić ani jednej bramki. Kolejny sezon był jeszcze mniej udany, bowiem coraz częściej Steve zmuszony był do przesiadywania na ławce, a także leczenia coraz częstszych kontuzji. Sezon 2004/2005 jak się okazało był jego ostatnim w karierze.
Steve McManaman to także wielokrotny reprezentant Anglii, w której występował w latach 1994–2001. Był uczestnikiem Mistrzostw Europy 1996, Mistrzostw Świata 1998 i Mistrzostw Europy 2000. Jego dorobek reprezentacyjny to 37 meczów i 3 bramki.

## Sukcesy

### Liverpool
- Puchar Anglii: 1991–92
- Puchar Ligi Angielskiej: 1994–95

### Real Madryt
- Mistrzostwo Hiszpanii: 2000–01, 2002–03
- Superpuchar Hiszpanii: 2001
- Liga Mistrzów: 1999–2000, 2001–02
- Superpuchar Europy: 2002